# Piestrzycowate
Piestrzycowate (Helvellaceae Fr.) – rodzina grzybów z rzędu kustrzebkowców (Pezizales).

## Charakterystyka
Grzyby naziemne lub podziemne, pod względem odżywiania ektomykoryzowe. Askokarpy typu apotecjum, kopulaste, muszlowate, uchowate lub podobne do siedzunia sosnowego. Na ogół nie zawierają pigmentów karotenoidowych. Worki cienkościenne, 8-zarodnikowe, a askospory bez przegród, gładkie lub nieregularnie zdobione, zwykle z jedną dużą gutulą i czterema jądrami. W rodzajach Balsamia apotecja typu stereotecjum lub ptychotecjum.

## Systematyka
Pozycja w klasyfikacji według Index Fungorum: Helvellaceae, Pezizales, Pezizomycetidae, Pezizomycetes, Pezizomycotina, Ascomycota, Fungi.
Rodzaje
Według aktualizowanej klasyfikacji Index Fungorum bazującej na Dictionary of the Fungi do rodziny tej należą rodzaje:
- Balsamia Vittad. 1831 – balsamka
- Cidaris Fr. 1849
- Cyathipodia Boud. 1904
- Dissingia K. Hansen, X.H. Wang & T. Schumach. 2019
- Helvella L. 1753 – piestrzyca
- Polyphysella Krass. 1886
- Wynnella Boud. 1885[2].

Nazwy polskie według M.A. Chmiel.